# 若列斯·亚历山德罗维奇·梅德韦杰夫
若列斯·亚历山德罗维奇·梅德韦杰夫（俄语：Жоре́с Алекса́ндрович Медве́дев，羅馬化：Zhores Aleksandrovich Medvedev，1925年11月14日—2018年11月15日），苏联农学家、生物学家、历史学家，苏联持不同政见者。他的兄弟是俄罗斯著名历史学家罗伊·亚历山德罗维奇·梅德韦杰夫。